# El accidente
El accidente és una sèrie de televisió espanyola produïda per Globomedia per a Telecinco. La sèrie, adaptació lliure de la ficció turca Son, va començar a emetre's el 28 de novembre de 2017.
És protagonitzada per Inma Cuesta, Quim Gutiérrez, Eusebio Poncela i Berta Vázquez entre altres i la trama es desenvolupa en una única temporada de 13 episodis amb final mig obert.

## Argument
José (Quim Gutiérrez), un modèlic pare i espòs al capdavant d'una petita empresa familiar, s'embarca suposadament en un avió que sofreix un accident del qual no han sortit supervivents.
No obstant això, ningú sembla saber res d'ell, no li troben entre els morts ni figura en la llista dels malmesos passatgers.
A partir d'aquest moment, la seva dona Lucía (Inma Cuesta) es capbussa en una frenètica cerca de José, desencadenant una perillosa voràgine d'esdeveniments que l'obliguen a deixar de ser la dona corrent que era per a convertir-se en una dona que no sabia que podia arribar a ser.

### Final de la sèrie
La sèrie acaba definitivament en el Capítol 13 de la primera temporada amb un enfrontament armat i la mort d'alguns dels seus personatges.

## Repartiment

### Repartiment principal
- Inma Cuesta - Lucía Romero Montes
- Quim Gutiérrez - José Espada García
- Berta Vázquez - María Ndongala
- Alain Hernández - Juan Espada García
- Amb la col·laboració especial d'Eusebio Poncela com João Ferreira Silva

### Repartiment secundari
- Jorge Bosch - Inspector Ramón Sánchez
- Joel Bosqued - Manuel Romero Montes
- Pilar Gómez - Isabel
- Mariana Cordero - Teresa García (Episodi 1 - Episodi 6; Episodi 8 - Episodi 13)
- Joaquín Notario - Raimundo Romero
- Consuelo Trujillo - Rosario Montes (Episodi 1 - Episodi 3; Episodi 5 - Episodi 13)
- Elena Seijo - Lula Ferreira Silva
- César Mateo - Ignacio "Nacho" Hervás Lobato
- Daniel Albaladejo - Julián (Episodi 1 - Episodi 3, Episodi 5 - Episodi 9; Episodi 12 - Episodi 13)
- Hugo Fuertes - Samuel Espada Romero
- David Reymonde - Nicolás Ortiz "Nico" (Episodi 1 - Episodi 8)
- Filipe Duarte - Paul Bresson (Episodi 7 - Episodi 12)
- Claudio Villarrubia- Lucas (Episodi 4 - Episodi 9)
- Manuel Pizarro- Tomás (Episodi 1 - Episodi 2; Episodi 4 - Episodi 9)
- Carlos Robles- Martín (Matón de Paul Bresson) (Episodi 7 - Episodi 8; Episodi 10 - Episodi 13)
- Fernando Valdivieso - Antonio Salazar (Chupito) (Episodi 2 - Episodi 4)

## Temporades i episodis
| Temporada | Temporada | Episodis | Estrena                | Final                | Audiència mitjana | Audiència mitjana | Audiència mitjana |
| Temporada | Temporada | Episodis | Estrena                | Final                | Espectadors       | Quota             |                   |
| --------- | --------- | -------- | ---------------------- | -------------------- | ----------------- | ----------------- | ----------------- |
|           | 1         | 13       | 28 de novembre de 2017 | 20 de febrer de 2018 | 2 608 000         | 16,3%             |                   |
| Total     | Total     | 13       | 2017                   | 2018                 | 2 608 000         | 16,3%             |                   |

### Primera temporada (2017-2018)
| N.º (serie) | N.º (temp.) | Títol                     | Director(s)          | Guionista(s)                                          | Data d'emissió         | Audiència         |
| ----------- | ----------- | ------------------------- | -------------------- | ----------------------------------------------------- | ---------------------- | ----------------- |
| 1           | 1           | «Adiós, amor»             | Inés París           | Inés París                                            | 28 de novembre de 2017 | 3 243 000 (20,3%) |
| 2           | 2           | «La soledad»              | Jesús Rodrigo        | Inés París                                            | 5 de desembre de 2017  | 2 709 000 (17,0%) |
| 3           | 3           | «Apariciones»             | Sandra Gallego       | Inés París, Carlos Asorey Brey i Eduardo Zaramella    | 12 de desembre de 2017 | 2 623 000 (17,2%) |
| 4           | 4           | «La matanza»              | David Molina Encinas | Adriana Rivas i Guillermo Cisneros                    | 19 de desembre de 2017 | 2 525 000 (17,0%) |
| 5           | 5           | «Cuidados intensivos»     | Jesús Rodrigo        | Adriana Rivas i Guillermo Cisneros                    | 26 de desembre de 2017 | 2 456 000 (16,2%) |
| 6           | 6           | «La entrega»              | Sandra Gallego       | Inés París, Adriana Rivas i Guillermo Cisneros        | 2 de gener de 2018     | 2 524 000 (14,9%) |
| 7           | 7           | «Los ángeles blancos»     | Iñaki Peñafiel       | Inés París, Adriana Rivas i Guillermo Cisneros        | 9 de gener de 2018     | 2 571 000 (15,3%) |
| 8           | 8           | «La huida»                | David Molina Encinas | Adriana Rivas i Guillermo Cisneros                    | 16 de gener de 2018    | 2 403 000 (15,4%) |
| 9           | 9           | «La cena»                 | Sandra Gallego       | Inés París, Eduardo Zaramella i Carlos Asorey Brey    | 23 de gener de 2018    | 2 298 000 (15,3%) |
| 10          | 10          | «Un ángel en el infierno» | Iñaki Peñafiel       | Inés París, Eduardo Zaramella i Carlos Asorey Brey    | 30 de gener de 2018    | 2 496 000 (15,5%) |
| 11          | 11          | «La decisión de José»     | Sandra Gallego       | Adriana Rivas, Eduardo Zaramella i Carlos Asorey Brey | 6 de febrer de 2018    | 2 460 000 (14,6%) |
| 12          | 12          | «La detención»            | Inés París           | Inés París                                            | 13 de febrer de 2018   | 2 683 000 (15,7%) |
| 13          | 13          | «La lluvia»               | Iñaki Peñafiel       | Adriana Rivas i Guillermo Cisneros                    | 20 de febrer de 2018   | 2 913 000 (17,5%) |

### Crónica de... 'El accidente'
| Programes emesos | Programes emesos | Programes emesos | Programes emesos  | Programes emesos |
| N.º              | Data d'emissió   | Espectadors      | Quota de pantalla |                  |
| ---------------- | ---------------- | ---------------- | ----------------- | ---------------- |
| 1                | 02/01/2018       | 1 310 000        | 7,0%              |                  |
| 2                | 20/02/2018       | 1 217 000        | 5,7%              |                  |